# Alexa Ashton
Alexa Ashton es una actriz australiana, principalmente conocida por haber interpretado a Kelli Vale en la serie Home and Away.

## Carrera
Antes de convertirse en actriz Alexa trabajó en Sídney como instructora de yoga.
En el 2007 se unió al elenco recurrente de la serie exitosa serie australiana Home and Away donde interpretó a Kelli "Kell" Vale, la hermana de Amanda hasta ese mismo año luego de que su personaje fuera arrestado y enviado a la cárcel por intentar matar a Amanda.
En el 2010 interpretó a Eliza Lang en la serie policíaca Sea Patrol.

## Filmografía
- Series de Televisión.:

| Año  | Serie         | Personaje      | Notas                        |
| ---- | ------------- | -------------- | ---------------------------- |
| 2010 | Sea Patrol    | Eliza Lang     | episodio "Soft Target"       |
| 2009 | My Place      | Mrs. McCormack | episodio "Michaelis 1958"    |
| 2008 | The Strip     | Ashley Davis   | episodio "Weight Loss Queen" |
| 2007 | Home and Away | Kelli Vale     | 19 episodios                 |

- Películas.:

| Año  | Título        | Personaje     | Notas                                                                         |
| ---- | ------------- | ------------- | ----------------------------------------------------------------------------- |
| 2011 | dik           | Rachel        | corto - junto a Patrick Brammall & Keilan Grace                               |
| 2010 | Frank & Jerry | Kate Washburn | junto a Benedict Hardie, Jeremy Kewley, Christopher Kirby & Kristof Kaczmarek |

- Directora de Arte.:

| Año  | Película | Notas                                                             |
| ---- | -------- | ----------------------------------------------------------------- |
| 2010 | Primal   | efectos especiales                                                |
| 2010 | Champion | corto - directora de arte & miembro del departamento de animación |

- Teatro.:[3]

| Año  | Título                 | Personaje | Director (a) | Teatro           | Notas                                              |
| ---- | ---------------------- | --------- | ------------ | ---------------- | -------------------------------------------------- |
| 2009 | The Little Dog Laughed | Ellen     | Andrew Doyle | Ensemble Theatre | junto a Lindsay Farris, Ally Fowler & James Millar |

## Premios y nominaciones
| Año  | Categoría           | Premio                 | Serie         | Resultado |
| ---- | ------------------- | ---------------------- | ------------- | --------- |
| 2008 | Villian of the Year | Digital Spy Soap Award | Home and Away | Nominada  |